# Карлгоф, Вильгельм Иванович
Вильге́льм Ива́нович Карлго́ф (7 октября 1799 — 4 апреля 1841) — российский военный офицер, известный как беллетрист, стихотворец и переводчик.

## Биография
Из дворян Олонецкой губернии. Получив образование в Олонецкой гимназии, поступил (1814) во 2-й кадетский корпус (Петербург). Выпущен прапорщиком (1817) в полевую артиллерию, а в 1818 году возвращён в качестве корпусного офицера (в 1822 — поручик). Во время службы Карлгофа в корпусе его стихи стали появляться в печати. Поэт дебютировал в «Новостях литературы» (1824) стихотворениями «К Д. …» и «К печальной красавице».
Постоянно печатавшийся в изданиях А. Ф. Воейкова. Карлгоф был связан и с кругом литераторов, которых собирал у себя Воейков, но по мере сил пытался сохранить нейтралитет в борьбе литературных партий: публиковался у враждовавшего с Воейковым М. А. Бестужева-Рюмина, приятельствовал с Н. А. Полевым. Кроме того, будучи знакомым со всем литературным Петербургом, в том числе, с П. А. Вяземским, В. А. Жуковским, И. А. Крыловым, А. С. Пушкиным, Карлгоф любил собирать литераторов у себя в салоне, — в особенности после женитьбы (1834) на богатой тамбовской помещице Елизавете Ошаниной (Ашаниной).
Со своей будущей женой Вильгельм Карлгоф познакомился в Москве, в доме Ю. Н. Бартенева. Венчание состоялось в 1834 году в «Пречистенской Сорока Тихвинской церкви в Малых Лужниках». Богатое приданое Елизаветы Алексеевны позволило супругам переехать и постоянно жить в Петербурге, где их салон в 1836-1838 годах имел заметный вес. У них бывали многие ведущие литераторы и издатели 1830-х годов: Жуковский, Вяземский, Крылов, Воейков, Полевой и другие. 28 января 1836 года на званом обеде в честь Дениса Давыдова у них был и Пушкин. 
В 1838 году Карлгоф получил назначение на пост помощника попечителя Киевского учебного округа и супруги переехали в Киев, а позже в Одессу. Их салон продолжал принимать гостей в Киеве (1839) и Одессе (1840), кроме литераторов, между прочих приглашённых также стали всё чаще появляться местные представители университетской профессуры.
4 апреля 1841 года Вильгельм Карлгоф скончался от горловой чахотки. Тяжело переживая смерть мужа, его вдова вместе с семьёй А. И. Васильчиковой на два года уехала за границу, посетив Италию, Францию, Германию, Голландию и Бельгию. Брак с Елизаветой Алексеевной остался бездетным, однако многочисленные гости дома и, прежде всего, сам Вильгельм Карлгоф успел привить своей жене вкус к литераторству, что проявилось позднее, уже после его смерти.